# Jean-François Jarrige
Pour les articles homonymes, voir Jarrige (homonymie).
Jean-François Jarrige, né le 5 août 1940 à Lourdes et mort le 18 novembre 2014 à Paris, est un préhistorien et archéologue français, spécialiste du sous-continent indien et de la civilisation de la vallée de l'Indus. Il a dirigé le musée national des Arts asiatiques - Guimet de 1986 à 2008.

## Biographie
Jean-François Marie Charles Jarrige est né le 5 août 1940 à Lourdes,, dans le département des Hautes-Pyrénées.
Il s'est marié avec l’archéologue Catherine Klein, dont il a eu deux filles, Clémence et Mathilde.

### Formation
Jean-François Jarrige fait ses études au collège Saint-Michel puis au lycée Claude-Fauriel de Saint-Étienne. Il est licencié ès-lettres à la Sorbonne (1965) et diplômé de sanskrit (1966).Il est membre de la mission archéologique de l’Indus : fouilles de Nindowari et de Pirak (Baloutchistan pakistanais) entre 1963 et 1969, diplômé de l’École du Louvre (1967), lecteur à l’université de Lucknow (Inde) (1967-1969), docteur en archéologie orientale consacrée aux « peuplements des plaines indo-gangétiques de la fin du 3° millénaire à la période historique », issue d'une documentation abondante trouvée dans les musées et les sites archéologiques de l'Inde, soutenue à l'université Paris-I (1971). Sa passion pour le Pakistan s'était confirmée entre 1963 et 1969, lors de ses premières missions archéologiques dans les chantiers de Nindowari et de Pirak.

## L’archéologue

### Carrière académique
Jean-François Jarrige est stagiaire de recherche (1965), puis attaché de recherche (1967), chargé de recherches (1972), maître de recherche (1983) et directeur de recherche (1985) au Centre national de la recherche scientifique. Il devient directeur de recherche émérite au CNRS à sa retraite en 2008.

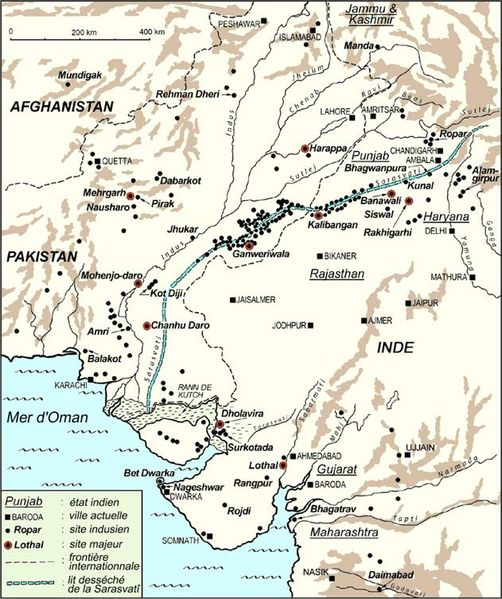
Carte de l’emplacement des sites archéologiques de la civilisation de la vallée de l’Indus.

Il était le successeur de Jean Marie Casal (de) comme directeur de l’unité de recherche associée (URA) 16 du CNRS « Mission archéologique de l’Indus » (unité rattachée au Centre de recherches archéologiques - ERA 16 - en 1977), devenue Unité propre de recherche (UPR) 316 en 1986, puis en 1994, unité mixte de recherche (UMR) 9993 (CNRS/ministère de la Culture) « Centre de recherche archéologique Indus-Balochistan, Asie centrale et orientale », et enfin l’unité intégré le laboratoire Archéologies et Sciences de l’Antiquité ArScAn (unité mixte de recherche 7041) en 1998 (1975-2012),.Il dirige des thèses de doctorants français et pakistanais.En 1980, il est invité aux États-Unis comme Kevorkian lecturer, dans les universités de Pennsylvanie, Columbia, de l’Iowa et de Harvard. Aurore Didier lui succède en 2012 à la direction de la Mission Archéologique (du basin) de l'Indus,.

### Travaux scientifiques
Il commence sa carrière de fouilleur dans les grottes d'Arcy-sur-Cure, où est installé un chantier-école, sous la houlette de son professeur André Leroi-Gourhan, responsable du Centre de recherches préhistoriques et protohistoriques de l'université de Paris. Parallèlement, il participe comme fouilleur bénévole aux fouilles de sauvegarde durant l'exploitation de la carrière de Pincevent, où on met au jour, entre autres, un cimetière du Ve siècle, des édifices gallo-romains, un cimetière gaulois, 10 à 11 foyers probablement néolithiques et les premiers foyers magdaléniens (1958-1963). Avec Isabelle Roux-Rath, il alerte l'équipe d'André Leroi-Gourhan, qui participe aux fouilles de sauvetage, car la production de la carrière a détruit les découvertes malgré la surveillance des bénévoles démunis de toutes ressources,.

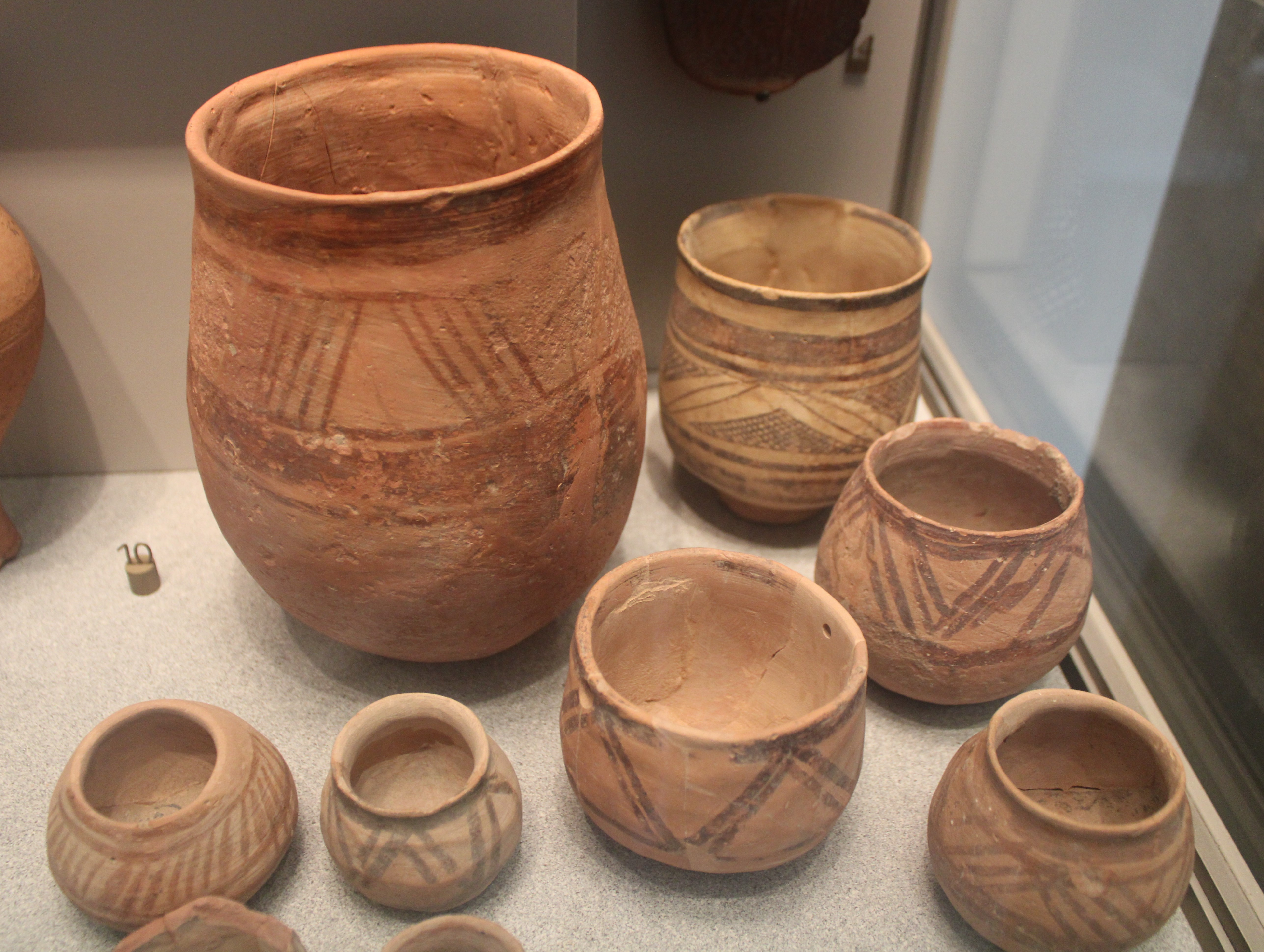
Vases bichromes, provenant d'Amri (Pakistan), phase précédent la période harappéenne mature, v. 2700-2600 av. J.-C. Fouilles J.-M. Casal, musée Guimet.

Jean-François Jarrige s'est spécialisé dans l'archéologie du Pakistan, depuis le début du Néolithique jusqu'à l'aube de histoire écrite : mission Archéologique de l’Indus ; Pakistan, Inde, les régions frontières indo-iraniennes, émergence des premières communautés néolithiques au Baloutchistan pakistanais (notamment Mehrgarh, Nausharo, Pirak), et les périodes post-Indus jusque vers 500 av. J.-C. au Baloutchistan pakistanais ; les antécédents de la Civilisation de la vallée de l'Indus et les périodes post-Indus jusque vers 500 av. J.-C. ; l'étude des civilisations des plaines indo-gangétiques des IIe et Ier millénaires, ainsi que des communautés néolithiques du Baloutchistan pakistanais,.

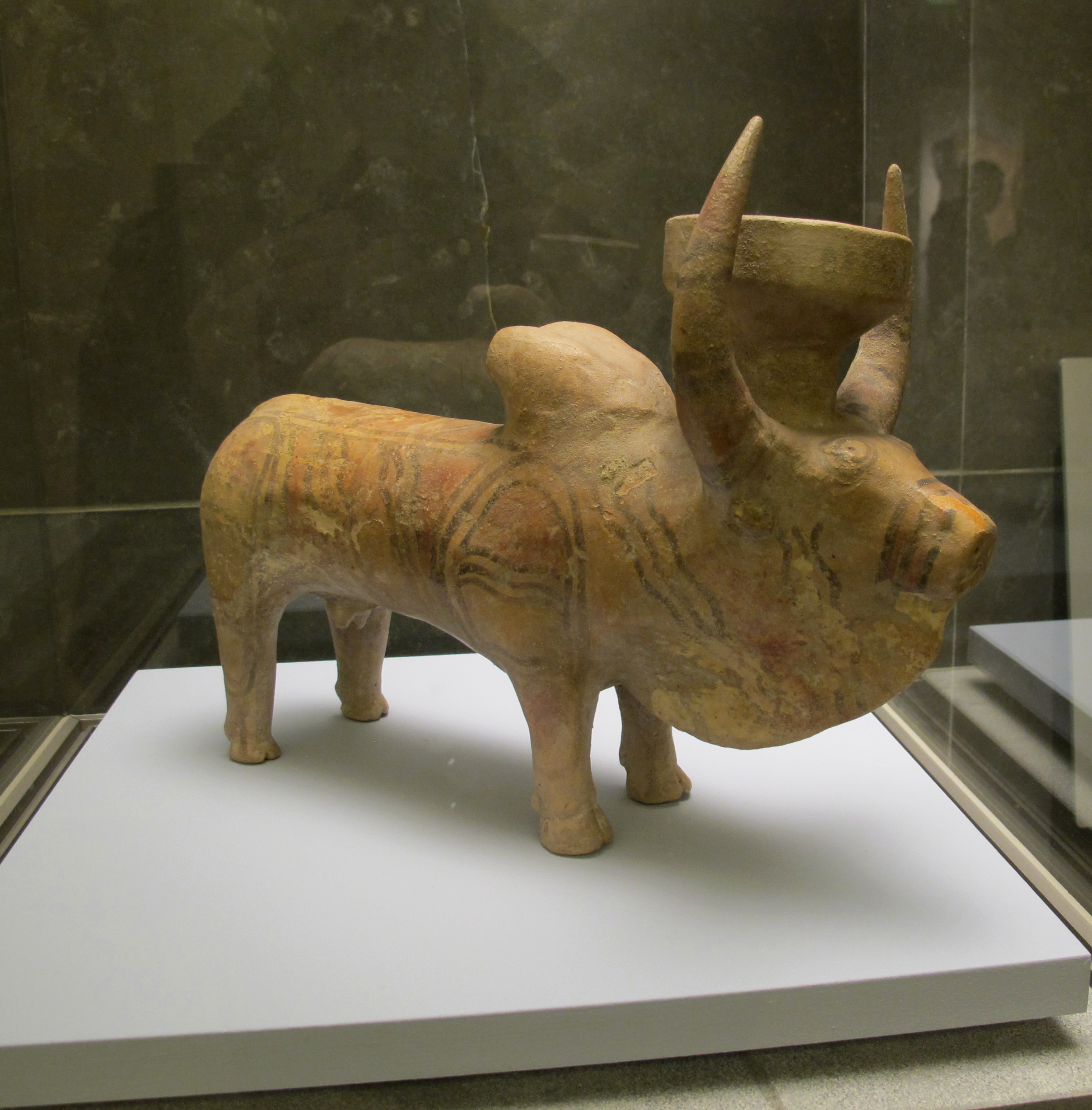
Rhyton (vase à boire) en forme de zébu. Terre cuite peinte. Pakistan, site de Nindowari, 2300-2000 AEC, culture de Kulli, contemporaine de la civilisation de l'Indus. Musée des arts asiatiques, Guimet, Paris. Œuvre acquise en mémoire de Jean-François Jarrige (1940-2014), président du musée de 1986 à 2008.

Il est membre de la mission archéologique de l’Indus, rameau de la Délégation archéologique française en Afghanistan, fondé en 1958 par Jean-Marie Casal, conservateur au musée Guimet : fouilles de Nindowari et de Pirak (Baloutchistan pakistanais) entre 1963 et 1969,.

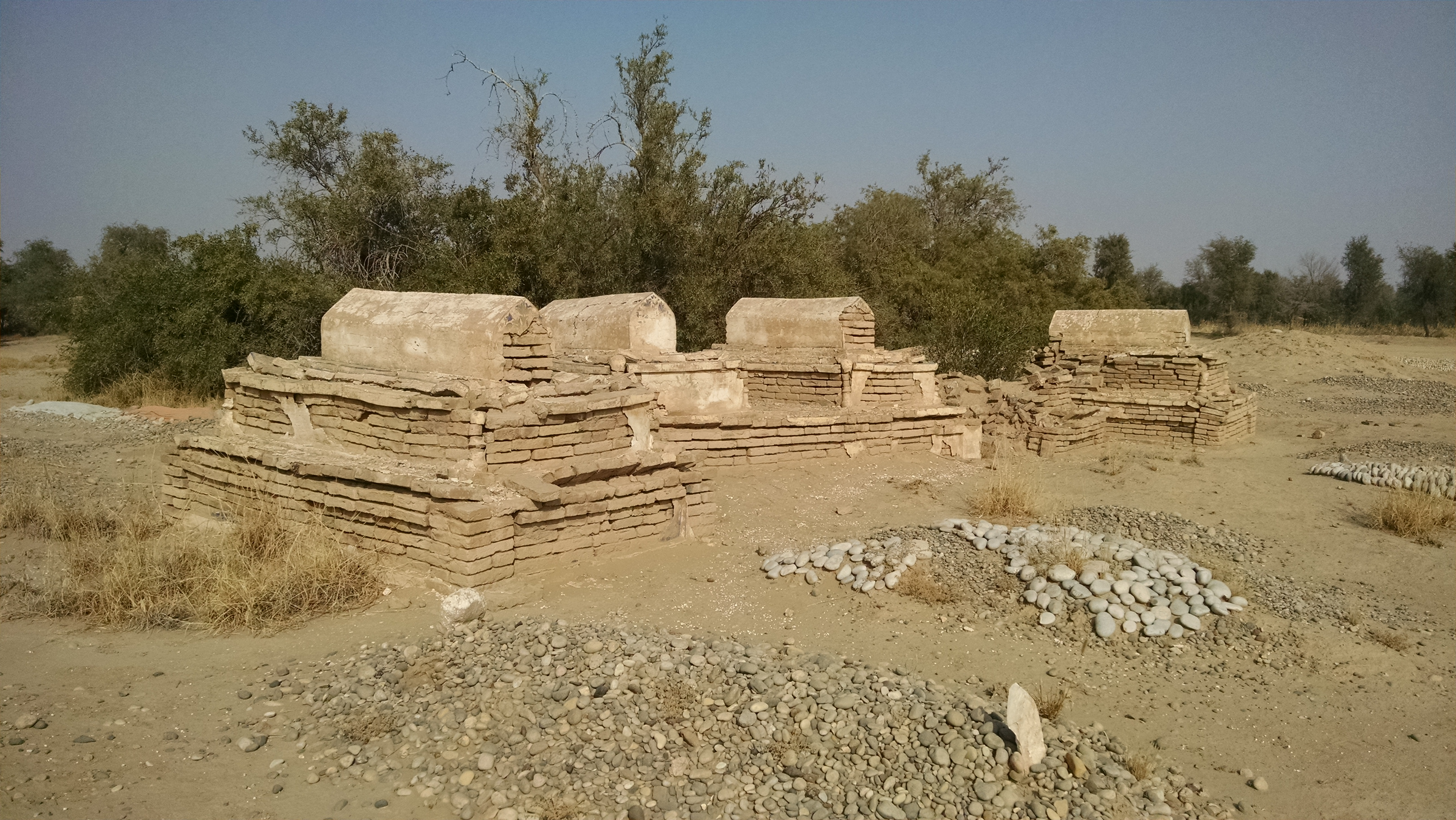
Cimetière de Pirak.

Il est directeur des fouilles de Pirak (1800-600 av. J.-C.) (1973-1975), de Mehrgarh (7000-2500 av. J.-C. ; 1975-1985 et 1996-2000) et de Nausharo (3000-2000 av. J.-C. ; 1986-1996), dans le Baloutchistan pakistanais, où son épouse Catherine œuvrait également,,.
Il découvre le Baloutchistan pakistanais, à Nindowari (en), site de la culture de Kulli, presque inconnue, mais contemporaine de la civilisation de l’Indus. Il participe aux fouilles dans les sites archéologiques de Sutkagan Dor (en), de Kot Bala, d'Amri et de Sohr Damb. Les deux derniers sites appartiennent à la culture d’Amri-Nal, qui est contemporaine à la Civilisation de la vallée de l'Indus et de la Culture de Kulli. C’est à Pirak, entre 1968 et 1974, qu’il commence l’exploration des IIe et Ier millénaires, qui l'amènera dans les plaines indo-gangétiques, de la période suivant la civilisation de l’Indus, avant l’émergence de « l’Inde védique »,.

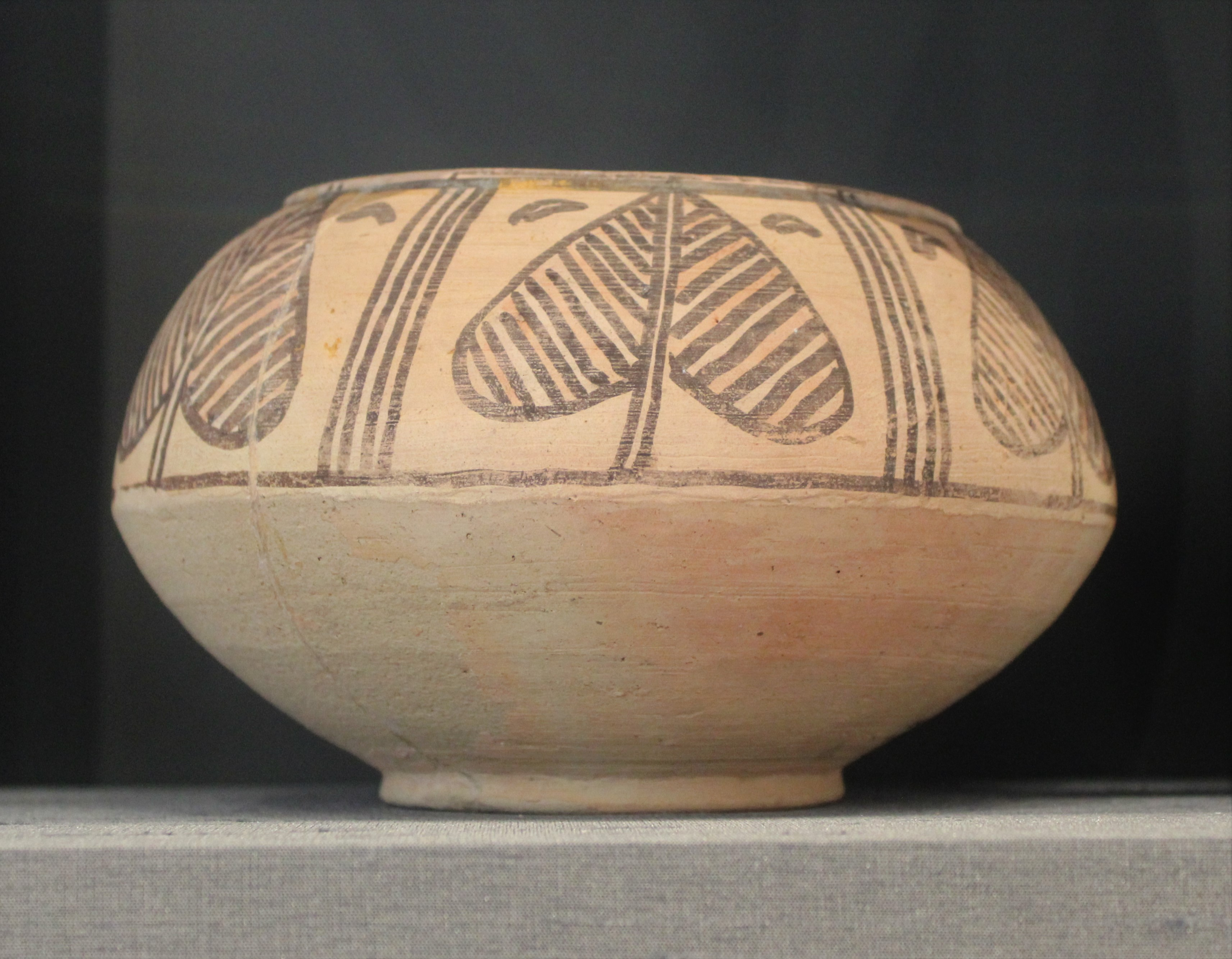
Bol peint représentant des feuilles découvert à Sohr Damb, IIIe millénaire avant notre ère, British muséum.

Dès lors, il participe aux fouilles qui se poursuivent dans la plaine de Kacchi, région qui, aux abords de la passe de Bolan, relie l’Asie centrale et le plateau iranien à la vallée de l’Indus, à laquelle elle se rattache,,.

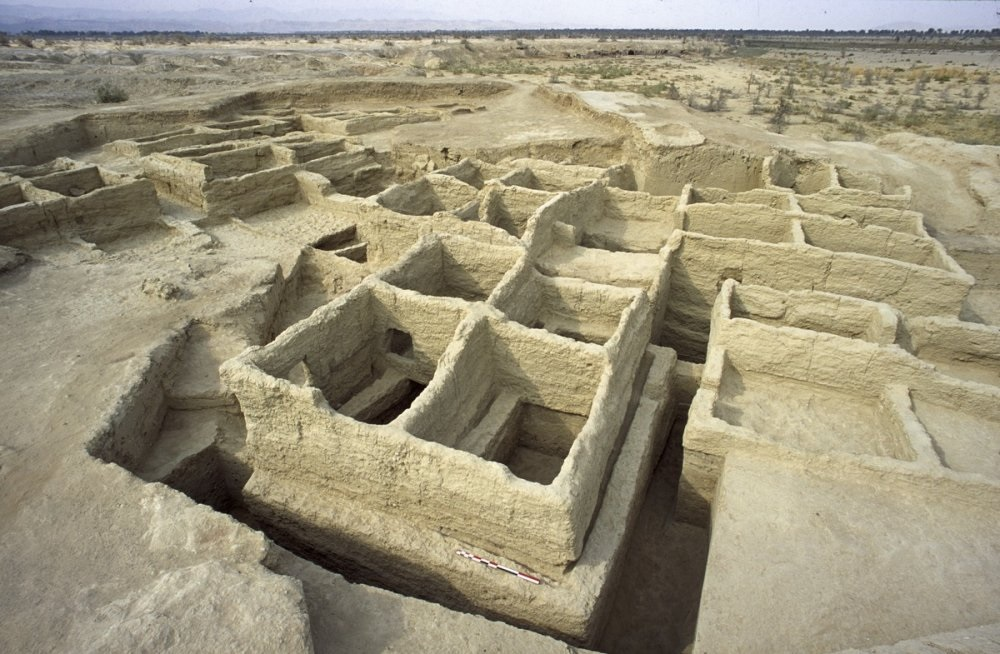
Ruines du site de Mehrgarh.

Il dirige ensuite les fouilles de Mehrgarh, qui apporte la preuve d'une séquence d’occupation , commençant à la fin du VIIIe millénaire ou au début du VIIe millénaire avant notre ère, et se terminant aux alentours de 2600 avant notre ère, au début de la civilisation de l’Indus,,,.
Il dirige ensuite les fouilles du site de Nausharo, qui est la phase terminale de Mehrgarh, avec une présence qui se maintient jusque vers 1900 avant notre ère : la découverte d'une continuation entre le néolithique ancien et le chalcolithique, d’une part, et, d’autre part, la civilisation de l’Indus dont la fabrication se révèle moins cohérente qu’on ne le croyait jusque-là,,.

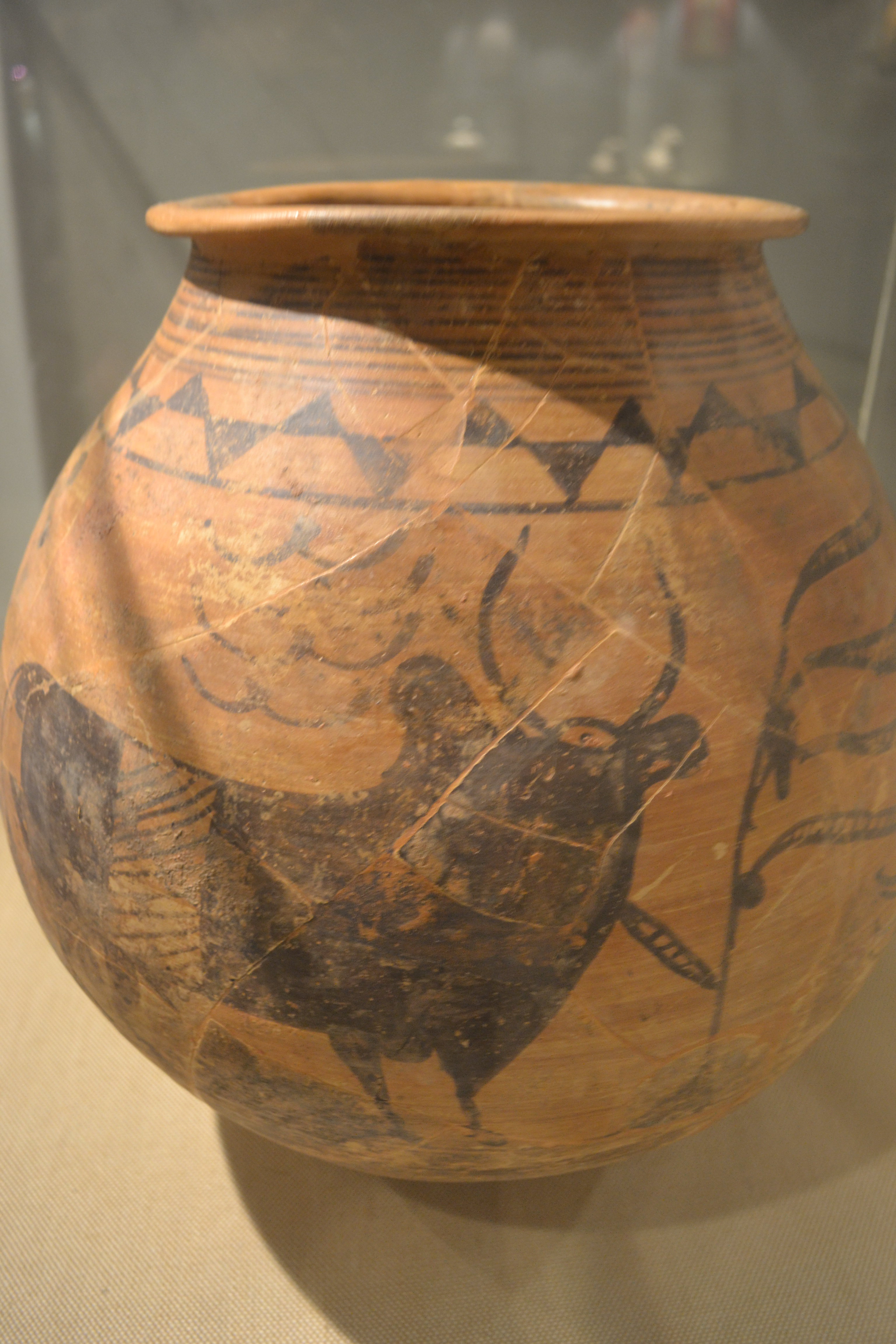
Jarre fabriquée vers 2700-1800 avant notre ère, trouvée sur le site de Nausharo.

En même temps, la phase finale de Nausharo indique les évolutions dans les transactions avec la civilisation de l'Oxus, la Mésopotamie, le golfe Persique, Élam et l’Asie centrale, annonçant les cultures « post Indus » telles que celles mises au jour à Pirak,,.
On peut souligner que les fouilles de Mehrgarh, de Nausharo et de Pirak révèlent une séquence continue de 7000 à 600 avant notre ère.
Les fouilles dirigées par Jean-François Jarrige apportent les preuves que le passé du sous-continent indien est plus vieux de quatre millénaires. La civilisation de l’Indus n’est pas un événement original avec de petites cultures néolithiques locales et isolées,,.
Les métamorphoses qu’a connues cette civilisation de l’Indus tout au long de son existence, particulièrement les transmutations économiques, technologiques, et culturelles de la phase finale, conduisent à modifier la théorie des invasions de populations semi-nomades, dites indo-aryennes, issues des steppes d'Asie centrale, théorie récemment soutenue par la génétique. Un lien pourrait ainsi exister avec l’Inde « védique » et, au-delà, avec la civilisation de l’Inde « classique »,,.
Les travaux de recherches sont suspendus, à la suite de la destruction de villages et des sites archéologiques de Nausharo et de Mehrgarh en 2002.À partir de cette date, les données qu'il a réuni dans ses différentes campagnes archéologiques, lui permet d´écrire les publications définitives, des sites de Nindowari, de Mehrgaarh, et de Nausharo.
Jean-François Jarrige fait l’objet d’une reconnaissance internationale en 2012 par la publication d'un livre d'hommages sous la direction de Vincent Lefèvre, qui rassemble les contributions d’une cinquantaine de chercheurs français et internationaux (archéologues, conservateurs, universitaires, etc.) dont « la diversité témoigne des intérêts variés de Jean-François Jarrige et de la richesse des études orientalistes actuelles » (Lefèvre 2012).
Il est l’auteur de plus de soixante publications seul ou en collaboration, ainsi que de très nombreuses préfaces ou introductions.

## Le président du musée national des Arts asiatiques-Guimet

### Rénovation du musée Guimet
À Paris, Jean-François Jarrige enseigne de 1987 à 1993 à l'École du Louvre. Il intègre le corps des Conservateurs du patrimoine en 1986. Il est le directeur du musée national des Arts asiatiques - Guimet à partir de 1986, puis président à partir de sa transformation en établissement public en 2004 et jusqu'à sa retraite en 2008.
Il a largement contribué au rayonnement du musée Guimet consacré aux arts asiatiques. Comme conservateur en chef de cette institution nationale d'abord, puis comme conservateur général du patrimoine (1988). Avec les architectes Henri Gaudin et Bruno Gaudin, il en avait notamment orchestré la métamorphose, marquée par la restructuration de la muséographie réorganisant les collections géographiquement et chronologiquement. Et, simultanément il les avait considérablement enrichies. il peut être considéré à juste titre comme le refondateur du musée.
Il obtient l’hôtel d’Heidesbach pour le musée national des Arts asiatiques - Guimet, qui réalise la rénovation, pour accueillir le Panthéon bouddhique - Hôtel Heidelbach souhaité par Émile Guimet, qui sera inauguré en 1991.
À l’occasion de son 10e anniversaire en 2001, les Galeries du Panthéon bouddhique sont complétées par le Jardin japonais de 450 mètres carrés et le Pavillon du thé, don de mécènes japonais.
Il décide la fermeture pour restauration et mise aux normes du musée d'Ennery. Il commande des travaux dans l’abbaye de Saint-Riquier dans le département de la Somme où se trouvent les réserves du musée Guimet.

### Appel au mécénat

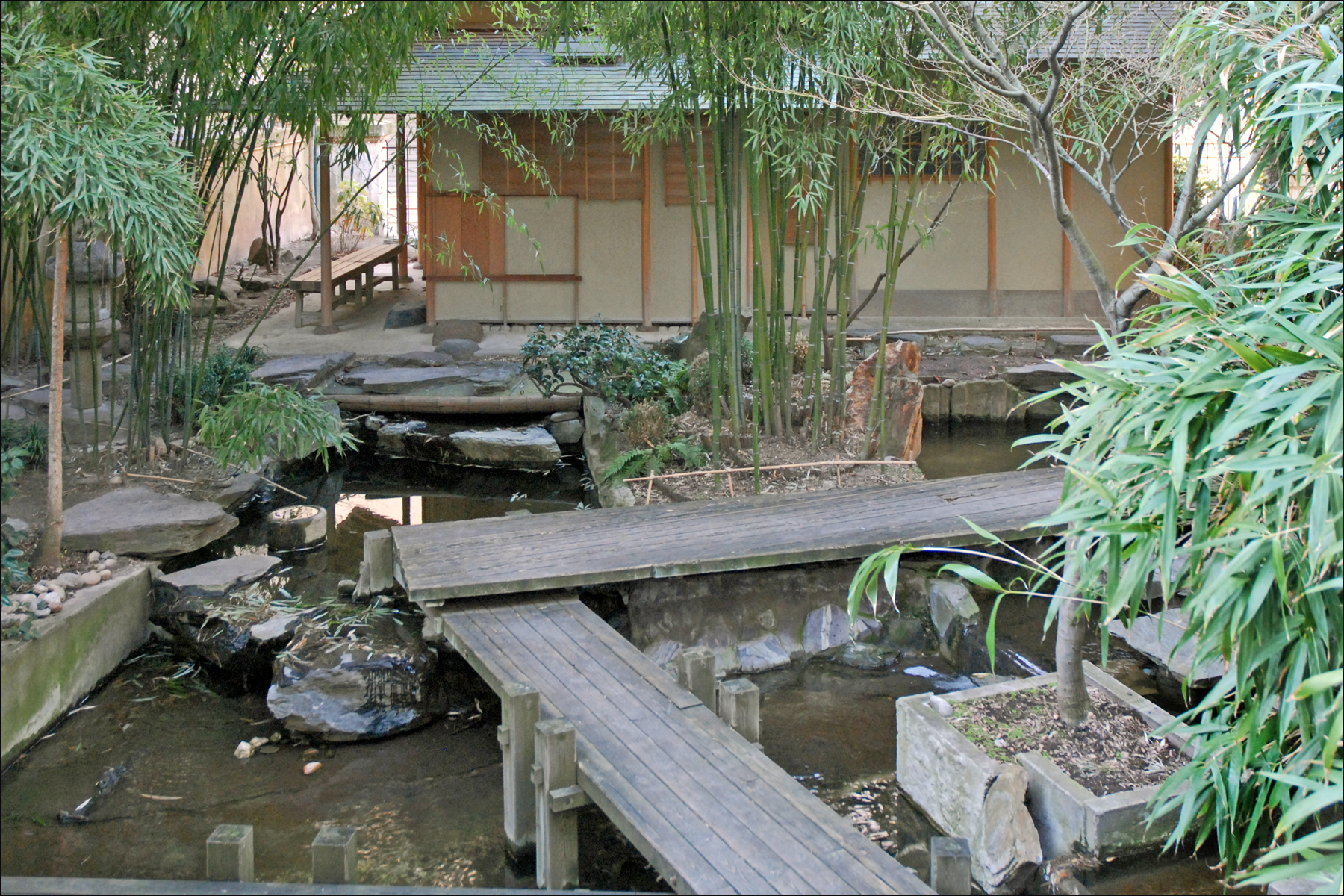
Le jardin japonais et le pavillon du thé au fond, à l’intérieur du panthéon bouddhique-Hôtel Heidelbach, offert par des mécènes japonais.

Il cultive les rapports avec les mécènes, les diplomates et aussi les professionnels du marchés de l'art. « Le jour de son arrivée à Guimet il avait organisé un grand dîner sur place avec tous les antiquaires. Il brisait un tabou : Guimet est désormais votre maison leur avait-il même lancé. » S'en souvient Christian Deydier, ex-président du syndicat national des antiquaires qui, en vingt ans, a effectué pas moins de 70 donations.
« Sans en avertir son mari, la baronne Guy Ullens a, par exemple, donné un Bouddha en bronze du Gandhara, aujourd'hui un des phares du musée. Elle était prête à financer des pièces sans les avoir vues, sur la seule foi de Jean-François Jarrige. » D'autres riches personnalités telles TT Tsui de Hong Kong, l'Indien Lakshmi Mittal ou le suisse Philippe Wahl l'écoutaient et ont beaucoup donné. Et lorsque Tibet est victime de la répression chinoise, beaucoup de ses trésors sont sauvés en entrant à Guimet.
« Jean-François Jarrige savait également fédérer les entreprises privées, les services des musées de France et les conservateurs maison. C'était un chef-d'orchestre jouant sur tous les tableaux pour mieux faire vivre sa maison », estime une de ses proches collaboratrices. Guimet avait rouvert après cinq ans de travaux en janvier 2001.
Il entretient des liens très forts avec François Mitterrand mais encore plus proches avec Jacques Chirac, qui s'était formé aux civilisations asiatiques à Guimet dès l'adolescence, et pour qui il a organisé des visites privées.

### Commissaire d'exposition

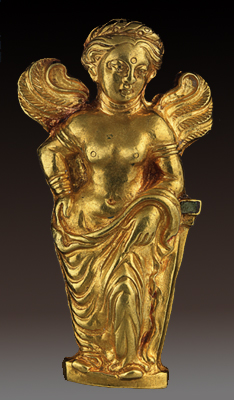
Applique dite « Aphrodite de Bactriane ». Afghanistan, Tillia tepe, tombe VI. Ier siècle : Or et turquoise,. Musée national d'Afghanistan. Kaboul. MK 04.40.9.dans l’exposition « Afghanistan, les trésors retrouvés du musée de Kaboul ».

Dans le cadre de ses missions, il est le commissaire d’expositions majeures organisées à Paris : « Les cités oubliées de l’Indus » (1989) ; « Angkor et dix siècles d’art khmer » (1997) ; « Afghanistan, une histoire millénaire » (Barcelone-Paris-Houston, 2001-2002) ; « Montagnes célestes, Trésors des musées de Chine » (2004) ; et « Afghanistan, les trésors retrouvés du musée de Kaboul » amène en pleine lumière les chefs-d’œuvre miraculeusement conservés des plus prestigieuses découvertes archéologiques d'un pays sortant à peine du chaos. D'autre part le musée présente une exposition sur ses acquisitions, dations et donations. Bilan: 7 343 œuvres, majeures ou documentaires, sous l'« ère Jarrige » . (décembre 2006 – avril 2007), durant laquelle furent exposés en particulier les éléments du trésor de Tillia tepe,.

### Après Guimet
En 2008, il devient conservateur du domaine de Chantilly et membre du conseil artistique de la Réunion des musées nationaux.
Il meurt à Paris dans la nuit du 17 au 18 novembre 2014 d’un cancer de l'estomac,,.
Les archives scientifiques de Jean-François Jarrige sont déposées au Pôle archives de la Maison des Sciences de l’homme Mondes.

## Organismes et associations
Il est élu correspondant français de l’Académie des inscriptions et belles-lettres en 1993, c.Il est élu le 7 février 1997 membre ordinaire de l’Académie des inscriptions et belles-lettres, au fauteuil de Jacques Heurgon,. Il la préside en 2008,.
Il est membre de la Commission 44 du CNRS (Langues et civilisations orientales), et de la Commission 31 du CNRS. Il est membre (1977), vice-président (1983-1988), puis président de la sous-commission « Orient » (1988-1995), puis président de la Commission consultative des Recherches archéologiques à l’étranger du ministère des Affaires étrangères (1995-2014),. Il est membre (1983), vice-président (1986-1990), puis président du Comité culture (1990-1996) de la Commission nationale française de l’UNESCO, puis président de la Commission nationale française de l'UNESCO (1996-2012),,. Il est président du Bureau de l’Association internationale des archéologues de l’Asie du Sud (1991-1996), de la Commission d’admission à Institut français d'archéologie orientale (2004-2008),. Il est membre de la Société asiatique, dont il sera le président (2008-2010),.Il est membre étranger de l’Académie des Sciences de la Nature et de la Société (branche d’Arménie). Il est cofondateur de l’European Association for South Asian Archaeology and Art (1970, secrétaire général 1973-2008). Il est membre du conseil scientifique d'éminentes institutions (Institut national des langues et civilisations orientales, Association française des amis de l'Orient (président 1988-2004),. Il est membre de comités de lecture de plusieurs revues internationales, notamment : Archéologia, Journal des savants, Revue historique, Les Nouvelles de l'archéologie, Bulletin de l'École française d'Extrême-Orient, Journal asiatique, Paléorient et Arts asiatiques,,.Il est membre du conseil d’administration de nombreuses institutions entre autres : la Société des amis du musée Guimet (président 2008-2013), du musée national de Préhistoire (président 1987-2006), du musée d'Archéologie nationale (président 1992-2008), de Paris Musées, de l'École du Louvre, du musée du Quai Branly - Jacques-Chirac, de la Fondation Hugot du Collège de France (1998-2002), la Fondation franco-japonaise Sasakawa (1996-2014), et de l’École française d'Extrême-Orient à partir de 2003. Il œuvre au rapprochement avec le Musée Guimet. Il coorganise les «Conférences Iéna » qui ont plusieurs années de suite réuni des spécialistes internationaux de l’histoire des arts asiatiques à l’invitation conjointe de nos deux institutions,,.

## Distinctions

### Décorations
- Commandeur de la Légion d'honneur (2008)[2],[12],[6];
- Commandeur de l'ordre national du Mérite (2004)[2],[12],[6];
- Commandeur de l'ordre des Palmes académiques (2013)[2],[12],[6];
- Commandeur de l'ordre des Arts et des Lettres (2003)[2],[12],[6];
- décoré dans l’ordre du Soleil levant (Japon), Rayons d’Or en Sautoir, le 17 mai 2006[23],[6];
- récipiendaire de l'Étoile de l’ordre du Pakistan (1987)[2],[12],[6];

### Prix
- Médaille de bronze du CNRS (1980)[5],[6];
- prix France-Chine 2004[24];

## Hommages
L’auditorium du musée Guimet a été baptisé auditorium Jean-François-Jarrige.

## Publications
- Jean-François Jarrige et al., De l'Inde au Japon : 10 ans d'acquisitions au Musée Guimet 1996-2006, Paris, Musée des arts asiatiques Guimet : Réunion des musées nationaux, 2007, 222 p. (ISBN 978-2711853694)
- Jean-François Jarrige et Jean Guilaine (dir.), Villes, villages, campagnes de l'âge du bronze, Paris, Errance, coll. « Collection des Hespérides », 2008, 278 p. (ISBN 978-2-87772-376-3)
- Jérôme Ghesquière (dir.) (préf. Jean-François Jarrige), Missions archéologiques françaises au Vietnam : les monuments du Champa : Photographies et itinéraires 1902-1904, Paris, Réunion des musées nationaux, 2005, 268 p. (ISBN 978-2-84654-122-0)
- Jean-François Jarrige et Pierre Cambon, Afghanistan : les trésors retrouvés, Paris, Musée national des arts asiatiques-Guimet : Réunion des musées nationaux, 2008, 297 p. (ISBN 978-2-7118-5218-5)
- Jean-François Jarrige, Cités oubliées de l'Indus : archéologie du Pakistan, Paris, Association française d'action artistique, 1988, 208 p. (ISBN 978-2-86545-070-1)
- Jean-François Jarrige, « Du néolithique à la civilisation de l'Inde ancienne : contribution des recherches archéologiques dans le nord-ouest du sous-continent indo-pakistanais », Arts asiatiques, vol. 50, no 50,‎ 1995, p. 5-30 (ISSN 0004-3958, lire en ligne, consulté le 21 novembre 2014)
- Jean-François Jarrige et al., La poésie de l’encre : tradition lettrée en Corée 1392-1910, Paris, Musée national des arts asiatiques Guimet : Association pour le rayonnement des arts asiatiques, 2005, 277 p. (ISBN 978-2-7118-4866-9)
- Jean-François Jarrige, Nouvelles recherches archéologiques au Baluchistan. Les fouilles de Mehrgarh, 1976
- Jean-François Jarrige, M. Santoni et J.-F. Enault, Fouilles de Pirak, de boccard, 1979
- R.-H. Meadow et Jean-François Jarrige, Les débuts de la civilisation dans la vallée de l’Indus, 1980
- Jean-François Jarrige, Excavations at Mehrgarh : their significance for understanding the background of the Harappan civilisation, 1982
- Jean-François Jarrige, Towns and villages of hill and plain, 1984
- Jean-François Jarrige, Continuity and change in the North Kachi Plain (Baluchistan, Pakistan) at the beginning of the second millennium B.C., 1985
- Jean-François Jarrige, Les relations entre l’Asie centrale méridionale, le Baluchistan et la vallée de l’Indus à la fin du IIIe et au début du IIe millénaire, 1986
- Jean-François Jarrige, Mundigak et Mehrgarh : la question des relations entre le Baluchistan et la Turkménie méridionale au chalcolithique et à l’âge du Bronze, 1986
- P. Sellier et Jean-François Jarrige, Mehrgarh, Pakistan : les Tombes des premiers agriculteurs-éleveurs du Sous-continent indien, 1986
- Jean-François Jarrige, Die Frühesten Kulturen in Pakistan und ihre Entwicklung
- M. Usman-Hassan et Jean-François Jarrige, Funerary complexes in Baluchistan at the end of the third millennium in the light of recent discoveries at Mehrgarh and Quetta, 1989
- Jean-François Jarrige, La Préhistoire et la civilisation de l’Indus, 1990
- R.-H. Meadow et Jean-François Jarrige, Mélanges Fairservis, A discourse on relations between Kachi and Sindh in Prehistory, 1992
- Jean-François Jarrige, The question of the beginnings of the Harappan civilisation as seen from the Nausharo Excavations, 1993
- Jean-François Jarrige, The Early architectural traditions of the greater Indus Valley as seen from Mehrgarh, Baluchistan, 1993
- Jean-François Jarrige (direction), Visiteurs de l’Empire céleste, 1994
- Jean-François Jarrige, Du néolithique à la civilisation de l’Inde ancienne : contribution des recherches archéologiques dans le nord-ouest du sous-continent indo-pakistanais, 1995
- C. Jarrige, R.H. Meadow,, G. Quivron et Jean-François Jarrige, Mehrgarh field reports 1974-1985. From neolithic times to the Indus civilisation, 1995
- Jean-François Jarrige (directeur), T’Ang Haywen : Les chemins de l’encre/Paths of Ink, 2002
- Jean-François Jarrige, « Émile Guimet (1836-1917) : un novateur et un visionnaire », comptes-rendus des séances de l’académie des inscriptions et belles lettres, vol. 144-4,‎ 2000, p. 1361-1368 (lire en ligne, consulté le 2 juin 2023)
- Jean-François Jarrige, Paul Bernard et Roland Besenval, « Carnet de route en images d'un voyage sur les sites archéologiques de la Bactriane afghane », comptes rendus des séances de l'académie des inscriptions et belles-lettres, nos 146-4,‎ 2002, p. 1385-1428 (lire en ligne, consulté le 3 juin 2023)
- Jean-François Jarrige, « Jeannine Auboyer », Arts Asiatiques, vol. XLVI,‎ 1991, p. 140-141 (BNF 39410122)
- Jean-François Jarrige, Catherine Jarrige et Gonzague Guivron, Nindowari, Pakistan : la culture de Kulli : ses origines et ses relations avec la civilisation de l'Indus, Paris, Ginkgo éditeur, 308 p. (ISBN 978-2-84679-086-4)
- Jean-François Jarrige, Les prolongements de la civilisation harappéenne dans le Gujarat et le nord de l'Inde, école du Louvre, 1967, 193 p.  — Avec planches, cartes
- Jean-François Jarrige, Contribution à une étude du peuplement des plaines Indo-gangétiques de la fin du 3e millénaire au début de la période historique, paris, université, 1971, 289 p.  — Avec planches, cartes
- Jean-François Jarrige, « “Nindowari – A Chalcolithic Site of South Baluchistan” », Pakistan Archeology, no 3,‎ 1966, p. 10-21
- Jean-François Jarrige, « “Preliminary report on the excavations at Pirak (1968–70)” », Pakistan Archaeology, no 7,‎ 1971, p. 90-98
- Jean-François Jarrige, « Excavations at Pirak, West Pakistan », South Asian Archeology, no 1,‎ 1973, p. 171–180
- Jean-François Jarrige, « Les fouilles de Nausharo au Balochistan pakistanais et leur contribution à l'étude de la civilisation de l'Indus », comptes rendus de l'académie des inscriptions et belles-lettres, nos 140-3,‎ 1996, p. 821-878 (lire en ligne, consulté le 13 juin 2023)
- (en) Jean-François Jarrige, Catherine Jarrige, Gonzague Quivron et Luc Wengler, Mehrgarh, vol. Serie Indus-Balochistan, Mafacam, 2013 (ISBN 978-2-7028-0355-4)